# Robert Marcellus Stewart
Robert Marcellus Stewart, född 12 mars 1815 i Truxton, New York, död 21 september 1871 i Saint Joseph, Missouri, var en amerikansk demokratisk politiker. Han var Missouris guvernör 1857–1861.
Stewart studerade juridik och inledde 1836 sin karriär som advokat i Missouri. Han var ledamot av Missouris senat 1846–1857.
Stewart efterträdde 1857 Hancock Lee Jackson som guvernör och efterträddes 1861 av Claiborne Fox Jackson.
Stewart avled 1871 och gravsattes på Mount Mora Cemetery i Saint Joseph.